# Ерл Вайлд
Ерл Вайлд (англ. Earl Wild; 26 листопада 1915, Піттсбург, Пенсільванія — 23 січня 2010, Палм-Спрінгс, Каліфорнія) — американський піаніст і композитор.
Ерл Вайлд записав понад 35 концертів і близько 700 сольних виступів. У 1997 році він був нагороджений премією «Греммі». Серед його найвідоміших робіт як піаніста — власні інтерпретації творів Сергія Рахманінова та Джорджа Гершвіна.
Вайлд відомий як один із найвідкритіших для публіки і популярніших серед американських меломанів виконавців класичної музики. У 1939 році Вайлд став першим піаністом, виступ якого транслювався в прямому ефірі по американському телебаченню. Півстоліття по тому — у 1997 році — Вайлд дав перший в історії онлайн-концерт в інтернеті.
Багато фахівців називали Ерла Вайлда одним із найвидатніших музикантів двадцятого століття. У різні роки він виступав перед шістьма американськими президентами — від Герберта Гувера до Ліндона Джонсона.
Свій останній концерт 92-річний Вайлд дав 2008 року в концертному залі імені Волта Діснея в Лос-Анджелесі. Двома роками раніше, у віці 90 років, Вайлд виступив з півторагодинним сольним концертом у нью-йоркському Карнегі-Хол. На думку критиків, незважаючи на свій похилий вік, Вайлд показав віртуозну гру.
Вайлд помер в своєму будинку в Палм-Спрінгс, штат Каліфорнія 23 січня 2010 від гострої серцевої недостатності.